# HMS Inflexible (1876)
Pour les autres navires du même nom, voir HMS Inflexible.
Le HMS Inflexible est un cuirassé à coque en fer de l’ère victorienne dont l'artillerie était montée sur tourelles centrales. Ce vaisseau fut construit dans les années 1870 pour la Royal Navy, afin de s'opposer à la menace croissante d'une hégémonie de la Regia Marina italienne en Méditerranée.
La marine italienne venait de faire construire deux croiseurs, le Duilio (1880) et le Dandolo, équipés de quatre canons Armstrong de 381 mm, de 35 tonnes chacun. Ils surpassaient par leur armement tous les autres bâtiments de l'escadre de Méditerranée, et l’Inflexible était destiné à leur faire pièce.
Bâtiment de guerre ultra-moderne, l’Inflexible était équipé de canons de plus fort calibre que tous les autres navires britanniques antérieurs, et disposait du plus épais blindage jamais réalisé sur un navire de la Royal Navy. Malgré les critiques, il fut conçu de sorte que si la proue, dépourvue de blindage, était éventrée au combat et même noyée, la flottabilité de la section centrale suffirait à maintenir le bâtiment à flot et droit.
Ce fut le premier grand navire de guerre dont la flottabilité était garantie par une coque blindée horizontale sous la ligne de flottaison, plutôt que de ceintures blindées située au niveau de la ligne de flottaison.

## Conception

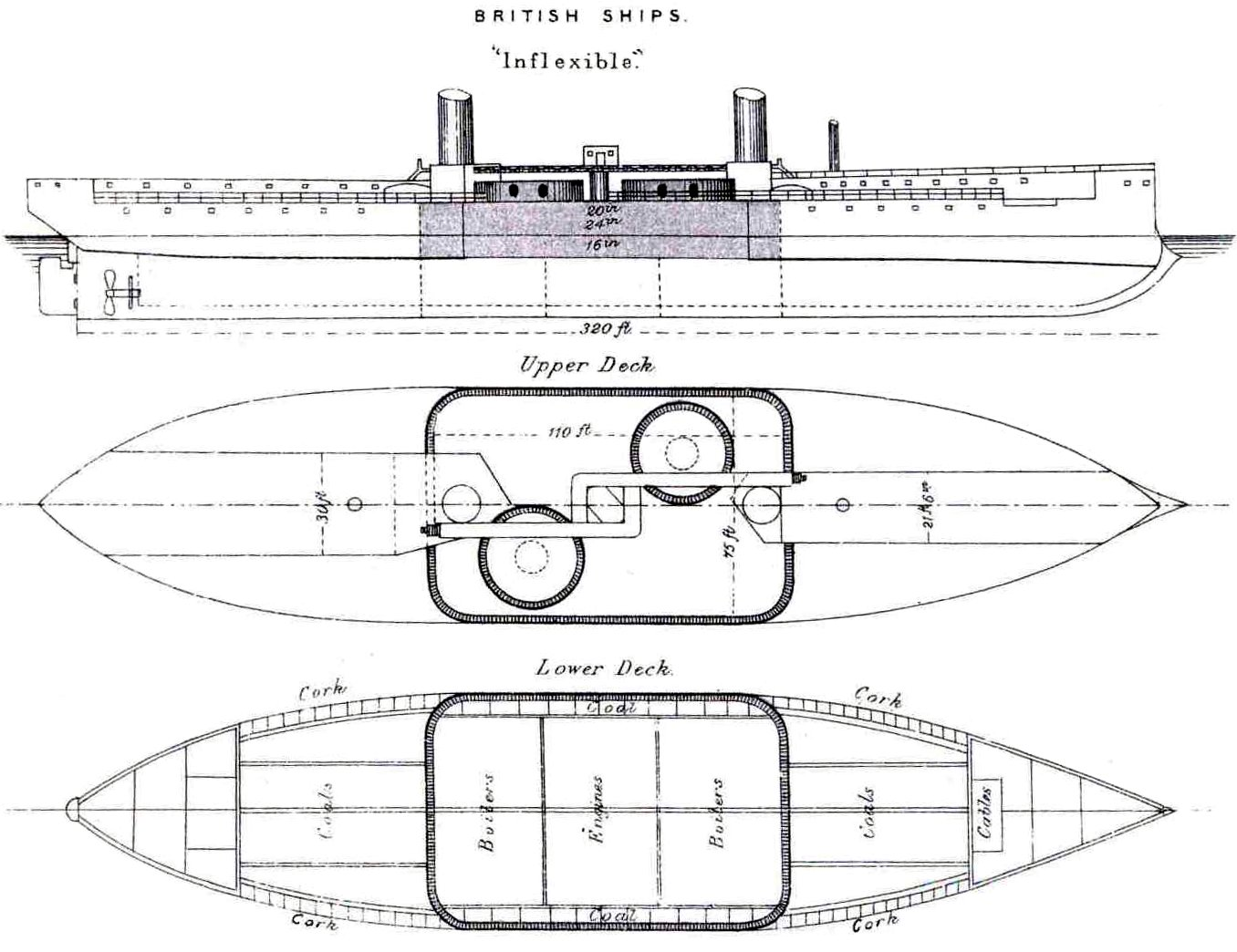
Plans de l’Inflexible publiés dans Brassey's Naval Annual (1888)

Le concept originel était similaire à celui du HMS Dreadnought, mais avec un armement plus lourd. Le navire reposait sur trois composants, dont les esquisses sont l’œuvre de Nathaniel Barnaby :
- Une superstructure lourdement blindée, large de 23 m et longue de 34 m, située au centre du navire, afin de maintenir le navire stable et à flot quoi qu'il advienne à la proue ou à la poupe. Cette superstructure abritait les plus grosses batteries, les chaudières et les moteurs.

- proue et poupe non blindées, mais une coque d'un blindage épais de 76 mm jusqu’à 2,50 m sous la ligne de flottaison, pour limiter les dégâts et maintenir le bâtiment à flot. Les réserves à charbon se trouvaient sur le pont blindé, entourées de ballasts épais de 1,20 m remplis de liège. Le navire présentait un port en lourd de 400 tonnes de charbon sous le pont, pour servir en cas d'engagement, lorsque les réserves du pont seraient inaccessibles, voire noyées. Le pont supportait également plusieurs caissons étanches supposés contribuer à maintenir le bâtiment à flot.

- Une superstructure allégée abritant l'équipage, et un franc-bord suffisant pour les tempêtes, prévu pour résister aux impacts lors des combats.

Barnaby voulait que le navire soit à la fois plus large que ses prédécesseurs (pour minimiser le tangage) et le plus court possible pour donner un minimum de prise aux tirs ennemis. Mais les navires plus « trapus » étaient généralement plus lents : aussi optimisa-t-on la conception de l’Inflexible par des essais sur maquette en bassin de carène, dont William Froude était le promoteur. Le résultat fut un bâtiment plus large de trois mètres que le Duillo, tout en étant raccourci de 7 m, soit un élancement record pour un navire de premier rang en acier.
Une fois les dimensions de base approuvées, le détail de la conception architecturale fut confié à William White et le navire fut achevé à l'arsenal de Portsmouth le 24 février 1874.

## Controverses
L’Inflexible fut lancé à la mer le 27 avril 1876. Quelques semaines plus tard, le député Edward Reed (en), ancien directeur des constructions navales, visitait les bâtiments de guerre italiens et s'enquit de leur stabilité en cas d'éventrement de la proue, qui n'était pas blindée.
Comme la conception de l’Inflexible était identique, il fit part de ses inquiétudes aux autorités puis, n'ayant pu convaincre l’Amirauté, il publia en juin 1877 ses critiques dans The Times. On pouvait même lire dans l’éditorial de l’édition du 18 juin : « On dit que la proue et la poupe, non blindées, sont en fait les flotteurs permettant au bâtiment de flotter, qu'il ne peut se maintenir à flot sans elles, et il semble que si l'une d'elles venait à être perdue, il se retournerait ».
Les débats se prolongèrent jusqu'à ce qu’au mois de juillet, on interrompe la construction de l’Inflexible (et de deux autres navires plus petits de la classe Ajax, les HMS Ajax (en) et Agamemnon), afin de permettre à une commission de crise d'expertiser la conception. Dans son rapport, publié en décembre 1877, elle concluait qu'il serait difficile de noyer entièrement la proue qui, quoique non blindée, était compartimentée et en partie bourrée de liège ; mais que si cela réussissait, le navire serait en limite d'équilibre, avec une assiette d'environ 35 degrés.
Le chantier put reprendre en décembre 1877, et le navire mis en service le 5 juillet 1881, sous le commandement du capitaine Jackie Fisher, quoiqu’il ne fût opérationnel que le 18 octobre. Le coût de construction s'appréciait finalement à 812 000 livres.

## Armement

### Artillerie

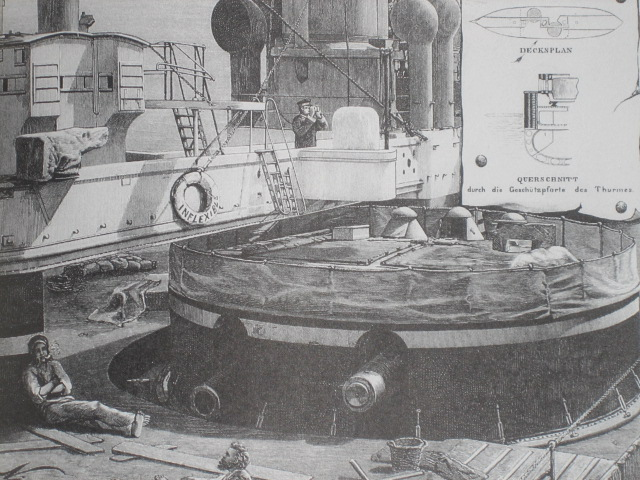
Dessin représentant l'une des tourelles d'artillerie.

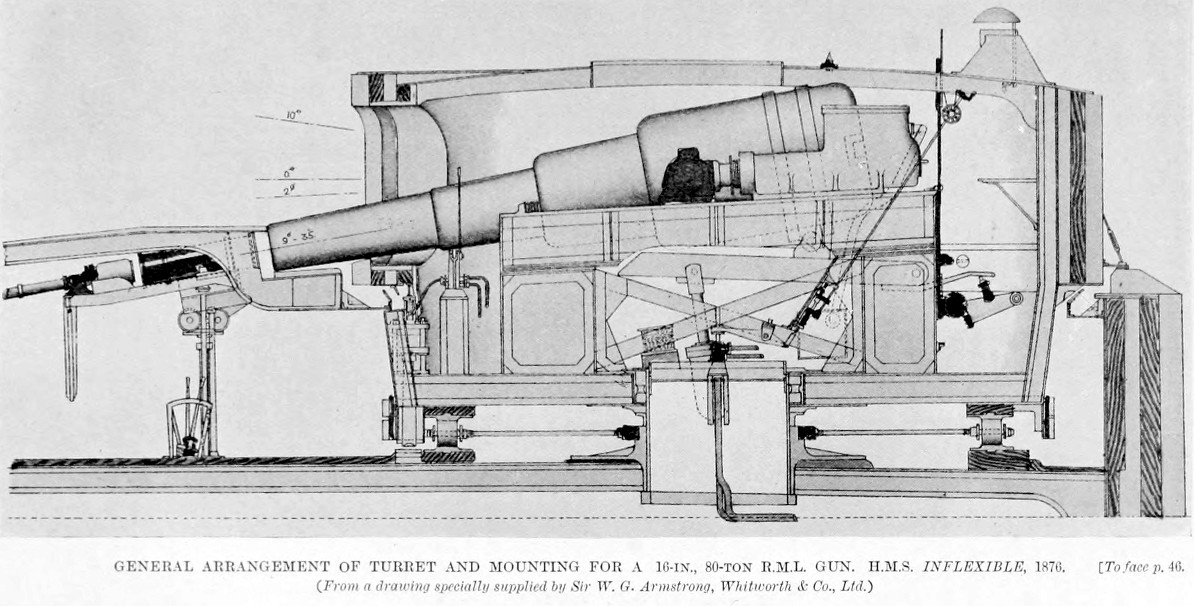
Coupe d'une tourelle montrant les canons en position de chargement.

Pour contrer la menace née de la puissance montante de la flotte italienne, l’Inflexible devait être équipé de quatre des plus gros canons britanniques du moment, armes d'un poids de 60 tonnes chacune. Au mois d'octobre 1874, on décida de modifier la conception du navire pour mettre en place un canon d'un calibre encore supérieur, en construction dans les ateliers Armstrong : un canon de 406 mm pesant 81 tonnes. Les Italiens répliquèrent en adaptant leurs bâtiments pour les équiper d'un canon de 100 tonnes, le RML de 450 mm. Comme on ne pouvait monter de telles armes sur l’Inflexible, le gouvernement britannique en commanda quatre pour assurer les défenses côtières autour de Gibraltar et de l'île de Malte respectivement. On peut encore voir deux de ces canons : l'un au fort Rinella à Malte, l'autre à la batterie Magdala Napier à Gibraltar.
Les quatre batteries de 81 tonnes à chargement par la bouche équipant l’Inflexible étaient montées sur deux tourelles de 10,30 m de diamètre montées en échelon, la tourelle avant montée à bâbord et la tourelle d'étambot à tribord. La superstructure des gaillards d’avant et d’arrière était plus étroite pour permettre aux canons de tirer dans l'axe de cap ; en pratique, cependant, il s’avéra, comme pour les autres navires, que le choc de recul en tir axial était si éprouvant pour les superstructures qu'il valait mieux l'éviter ; mais la configuration « en échelon » permettait à trois canons de tirer sur des cibles à proximité des lignes de cap direct et inverse. Ces quatre canons pouvaient aussi naturellement tirer de travers.
La configuration « en échelon » fut retenue pour deux navires de la classe Colossus, avant que la Royal Navy en abandonne le principe pour des batteries symétriques à l’avant et à l’arrière du navire. La configuration « en échelon » ne réapparaîtra qu'avec le HMS Neptune.
Chaque tourelle pesait 750 tonnes et était protégée d'un blindage composite épais de 220 mm, et d'une tôle en fer forgé épaisse de 175 mm, soit un blindage d'une épaisseur totale de 457 mm. Les tourelles étaient manœuvrées par vérins hydrauliques, et une rotation de 360 degrés prenait environ une minute.
Les canons de l’Inflexible se chargeaient encore par le canon, et leur longueur ne permettait pas de les recharger depuis l'intérieur des tourelles. On avait par conséquent recours à des refouloirs hydrauliques montés hors des tourelles, sous un glacis blindé. Pour recharger les canons, on amenait les canons dans l'axe de leur refouloir par rotation de la tourelle, et l'on ouvrait le circuit hydraulique de suspension du canon pour faire s'abaisser le tube : ainsi le refouloir pouvait placer l'amorce de poutre et engager l'obus de 1,684 livre. Le refouloir devait être enfoncé à deux reprises : une première fois pour étouffer les dernières braises à l'intérieur du canon, avec une éponge et un jet d'eau giclant de l'extrémité du mandrin, et une seconde fois pour le chargement proprement dit : le refouloir poussait la charge et l'obus depuis un chariot intermédiaire. L'obus comportait à sa base un disque de cuivre à cannelures (au lieu des nervures zinguées antérieures) épousant la rayure interne du canon. Les essais avaient montré qu'à pleine charge (450 livres de poudre noire), on obtenait une vitesse d'éjection de 510 m/s, pouvant percer un blindage de fer forgé de 584 mm d’épaisseur à 1 000 m. Le chargement par la bouche prenait entre 2 min 30 et 4 min.

### Système d’éperonnement
Le navire était équipé d'un éperon ; cette tactique était encore à l'époque considérée comme une méthode sûre de couler un bâtiment ennemi : le croiseur Re d’Italia n'avait-il pas été éperonné en 1866 par le navire-amiral de la marine impériale autrichienne, le Ferdinand Max, lors de la bataille de Lissa? Ce haut fait remit pour un temps l’éperonnement en honneur (cette faveur se maintint jusque dans les années 1890), et plusieurs experts navals étaient même d'avis que c’était là l’arme la plus efficace en mer : ainsi, Gerard Noel remporta le premier prix du Royal United Services Institute en 1874 pour une communication où l'on peut lire « Dans un engagement, je ne pense pas que les canons seront l'arme essentielle ».
Ce principe peut paraître surprenant aujourd’hui, mais à l'époque les engagements navals n’étaient exécutés qu’à quelques milliers de mètres de distance, et l'avènement de la machine à vapeur libérait la manœuvre de vaisseaux de la direction des vents, donnant crédit à l’idée qu’il était désormais possible d’éventrer l'ennemi en fonçant droit vers le centre de sa coque. A posteriori, les inconvénients dangereux de l’éperon parurent au grand jour, avec la multiplication des accidents lors des exercices : par exemple, le HMS Vanguard fut éperonné par le HMS Iron Duke en 1875, et le HMS Victoria par le HMS Camperdown en 1893. Si ces accidents montraient la redoutable efficacité de l'éperonnement, elle reflétait aussi la mauvaise manœuvrabilité des bâtiments qui en étaient équipés. Désormais, l'éperon devint amovible pour éviter les accidents, mais il semble que l’Inflexible ait conservé un éperon permanent. C'était une pièce en fer forgé montée à l'arrière du pont au blindage de 75 mm d'épaisseur, et incurvée vers le bas.

### Torpilles
L’Inflexible était équipé de deux tubes lance-torpilles immergés. C'étaient des cylindres de fonte liés à la coque par des articulations, un sur chaque bord. À l'intérieur du navire, l'autre extrémité du tube était en appui sur un affût gradué pour la visée. Chaque extrémité des tubes était munie d'un couvercle étanche. Les torpilles, d'un diamètre de 370 mm, étaient engagées dans un tube cylindrique en cuivre qui épousait le rayon intérieur du tube en fonte. Pour lancer la torpille, on ouvrait le couvercle extérieur et on prolongeait le tube d'un guide long de 3,20 m, qui permettait de préserver la trajectoire du missile des turbulences de l'eau autour du navire. Tandis que le moteur à air comprimé de la torpille entrait en action, un piston la propulsait depuis l'intérieur du chemisage en cuivre.

## Blindage de la coque
La superstructure centrale bénéficiait en particulier d’un blindage d'une épaisseur exceptionnelle. Au niveau de la ligne de flottaison, le blindage consistait en un empilement de quatre plaques épaisses de 300 mm, une plaque de répartition en teck épaisse de 280 mm, puis une autre plaque de 300 mm, une plaque de répartition en teck de 150 mm, et deux tôles de 16 mm. Le poids surfacique de cette coque épaisse de 1 000 mm était de 7,6 MPa. On considérait qu'un blindage épais de 600 mm était pratiquement à l'épreuve contre tous les canons du moment, et cette épaisseur reste à ce jour la plus importante jamais réalisée sur un bâtiment de surface.
L’épaisseur du blindage se réduisait à 510 mm au-dessus de la ligne de flottaison : 300 mm de plaques d'acier à l’extérieur et 200 mm à l'intérieur, avec l’épaisseur du teck intermédiaire portée à 530 mm pour conserver au navire une épaisseur de coque uniforme. Sous la ligne de flottaison, on retrouvait une plaque extérieure épaisse de 300 mm, une plaque intérieure épaisse de 100 mm, et en sandwich une plaque de répartition en teck épaisse de 640 mm, ce qui maintenait constante l'épaisseur de la coque (1 000 mm).
Par delà la superstructure, au-dessus du pont épais de 76 mm, se trouvaient plusieurs compartiments étanches permettant de stocker le charbon et la cargaison. Des compartiments de 1,25 m remplis de liège et contenant un caisson haut de 0,65 m, étaient interposés entre les soutes à charbon et le pont. Le caisson était rempli avec de la filasse et de la bourre de chanvre, matériaux qui avaient montré une bonne résistance à la pénétration des projectiles traversant le caisson. Toutes ces fibres avaient été traitées au chlorure de calcium afin de réduire leur inflammabilité. Des expériences avaient été menées en ce sens sur le HMS Nettle, en tirant des obus de 160 mm sur des maquettes en vraie grandeur des compartiments en liège et des caissons.

## Propulsion

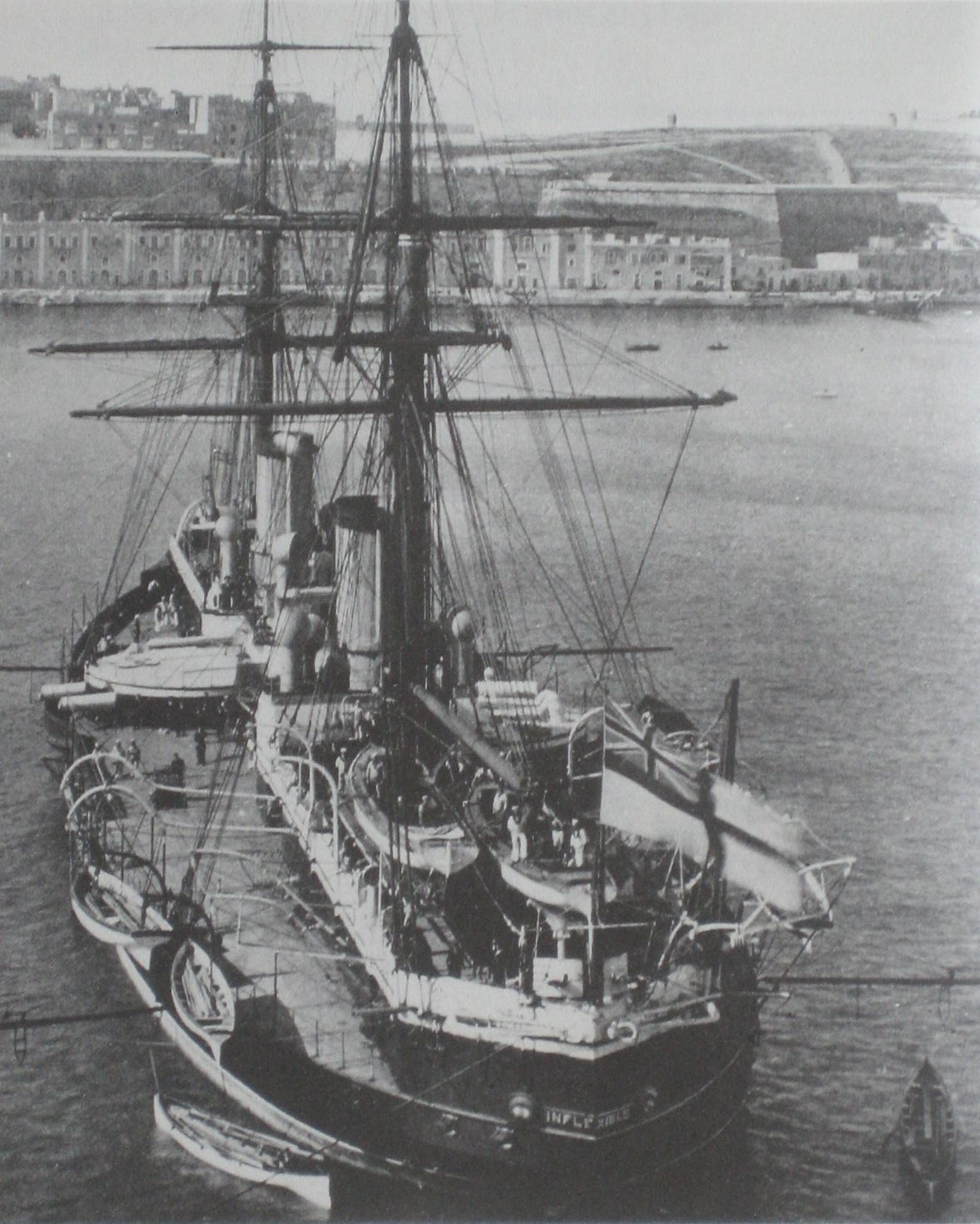
L’Inflexible en 1881

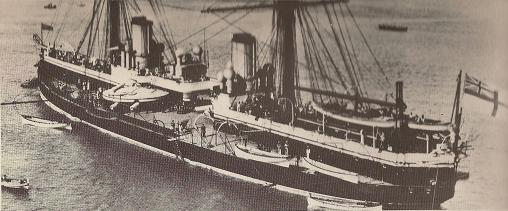
Vue de l’Inflexible au large de son port d'attache, peu de temps avant la dépose du premier gréement en 1885.

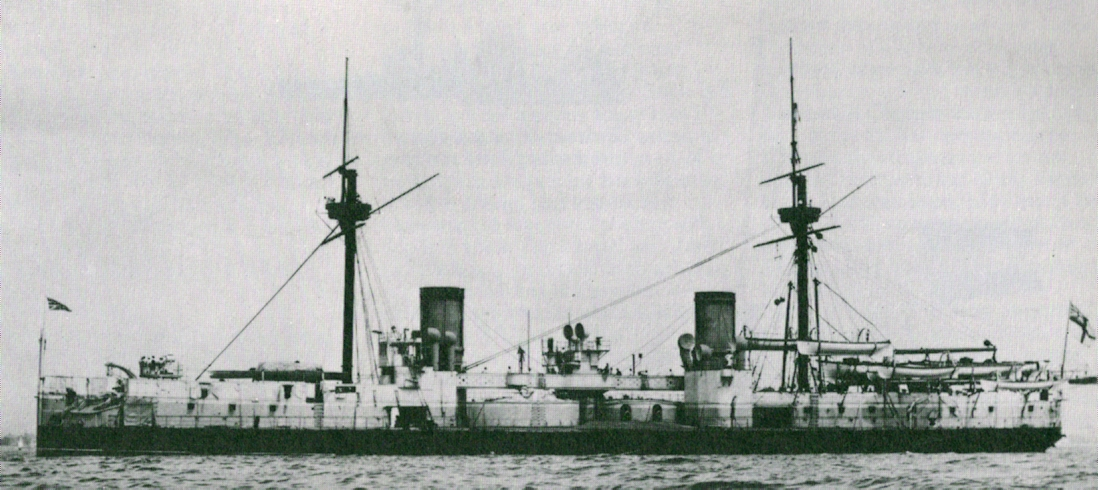
L’Inflexible en fin de carrière : le navire est alors commis à la garde de Portsmouth (entre 1893 et 1897).

Fort de son élancement de 4.6:1, l’Inflexible constituait une plate-forme de tir stable. Les recherches du physicien William Froude avaient prouvé qu'un navire aussi trapu n'exigerait pas une forte motorisation pour atteindre la vitesse de projet, fixée à 27,3 km/h. Toutefois, on avait précédemment adopté ces mêmes proportions pour les cuirassés HMS Ajax (en) et Agamemnon, et ces deux bâtiments avaient manifesté une certaine instabilité directionnelle.
L’Inflexible était mû par deux moteurs à vapeur à expansion multiple, fabriqués par la Sté John Elder & co. Chaque moteur comportait un cylindre haute-pression et deux cylindres basse-pression connectés à un vilebrequin. Les bielles, d'un diamètre de 230 mm, étaient articulées au vilebrequin par des pivots de 440 mm de diamètre. Un arbre creux entraînait les deux hélices à une vitesse maximum de 75 tr/min. Il y avait deux chambres de chaudière, à chaque extrémité de la salle des machines. Chaque chambre abritait une chaudière de 5,2 m et deux de 2,70 m, travaillant à la pression de 4 bars. On avait déjà utilisé de tels circuits à haute pression, d'un meilleur rendement que les circuits basse-pression, à bord du HMS Alexandra, lancé en 1875, et du Temeraire en 1876, mais ils étaient encore récents. Des équipes d'ouvriers se relayaient depuis les soutes pour approvisionner continuellement les moteurs en charbon. Le navire était équipé de 39 moteurs plus petits, destinés à divers usages, comme l'actionnement des pompes d'exhaure, capables de relever 300 m3 d'eau par heure, les pompes de refroidissement des condenseurs, les ventilateurs d'aération, la transmission du gouvernail, les vérins hydrauliques des canons, des compresseurs d'air, des cabestans et les génératrices électriques. La salle des machines était bruyante, saturée en humidité par la vapeur et les relents d'huile de moteur. Les moteurs étaient sujets aux fuites d'huile et de vapeur, et les joints de soupape au phénomène de surchauffe : il fallait régulièrement les déposer pour éviter la fatigue. Tous ces équipements étaient abrités dans la superstructure blindée.
Quoiqu'il fût propulsé à vapeur, l’Inflexible était doté d'une paire de mâts et de cordages, permettant de déployer une voilure de 1 720 m2. On l'avait surtout conservée pour maintenir la compétence de l'équipage lors des exercices, car une si faible voilure (soit moins de 0,2 m2/tonneau) était à peine capable de faire avancer ce cuirassé. Comme l'écrivit Jackie Fisher : « Les voiles frappées par la brise avaient autant d’effet sur lui qu’en aurait eu une mouche sur la course d’un hippopotame. »
On remplaça mâts et voiles au bout de quatre ans pour les remplacer par de simples mâts de pavillon pouvant porter un poste de mitrailleuse.

## Innovations
Ce fut aussi le premier navire de la Royal Navy entièrement éclairé à l'électricité, et le premier à être équipé de tubes lance-torpilles. Ses génératrices électriques distribuaient un courant continu sous une tension de 800 volts, permettant d'alimenter des lampes à arc dans les salles des machines, et des lampes à incandescence modèle Swan pour le reste du navire. Le câblage était encore trop complexe, puisqu'il associait en série 18 lampes Swan et une lampe à arc par circuit. Chaque lampe était fixée par un commutateur basculant automatiquement sur une résistance pour maintenir la continuité du circuit quand une lampe grillait. Cette installation fut aussi la cause de la première électrocution fatale dans la Royal Navy en 1882, ce qui incita la marine britannique à standardiser la tension électrique de service de ses bâtiments à 80 volts.
Le navire comportait bien d'autres nouveautés, dont les ballasts destinés à amortir le roulis, qui s'avérèrent finalement inutiles. La plupart des pièces du navire étaient éclairées artificiellement, ce qui poussa le capitaine Fisher à faire peindre les différents niveaux du pont de couleurs conventionnelles, pour aider les membres de l'équipage à se repérer dans les coursives.

## Service en mer
À son inauguration, le navire partit rejoindre l'escadre de Méditerranée. Il participa au Bombardement d'Alexandrie le 11 juillet 1882 au cours de la Révolte du colonel Urabi, tirant 88 obus et fut lui-même touché deux fois : un obus de 10 livres (254 mm) tua le charpentier, blessa mortellement un officier de batterie et blessa un marin. Les détonations des canons de 425 mm de l’Inflexible endommagèrent elles-mêmes la superstructure du navire.
Les réparations eurent lieu à Portsmouth en 1885, à l'occasion de la pose du nouveau gréement. Le vaisseau fut ensuite affecté à la Réserve de la Flotte jusqu'en 1890, à l'exception d'une brève mission en 1887 et des manœuvres de 1889 et de 1890. Il fut réaffecté à l'Escadre de Méditerranée entre 1890 et 1893, puis commis à la garde de Portsmouth jusqu'en 1897, et enfin de nouveau affecté à la Réserve jusqu'en avril 1902, avant d'être vendu à un ferrailleur de Chatham en 1903.